# Kostel Nejsvětější Trojice (Jindřichův Hradec)
Kostel Nejsvětější Trojice je jednolodní goticko-renesanční kostel nacházející se ve městě Jindřichův Hradec, v ulici Jarošovská. Vystavěn byl v 16. století. Od roku 1963 patří mezi kulturní památky.

## Popis
Kostel se nachází v ulici Jarošovská v Jindřichově Hradci. Stavba je jednolodní zdobená vnějšími opěráky a s kaplí připojenou k pětibokému presbytáři. Kaple je osvětlena okny s kružbami. Loď je zaklenuta valenou bezžebrovou klenbou s lunetami. Nachází se zde kruchta. Věž je hranolovitá. Kostel obklopuje bývalý městský hřbitov, dnešní park.

## Historie
Kostel byl vystavěn utrakvisty mezi lety 1590 a 1594 na městském hřbitově. V roce 1597 byla k presbytáři přistavěna kaple. V 17. století kostel patřil střídavě katolíkům a utrakvistům. Roku 1852 byla ke kostelu přistavěna věž. V 60. letech 20. století byl hřbitov zrušen a přeměněn na park. Na hřbitově je pohřbena řada významných místních rodáků, například se zde nachází hrobka tiskařské rodiny Landfrasů.

## Galerie

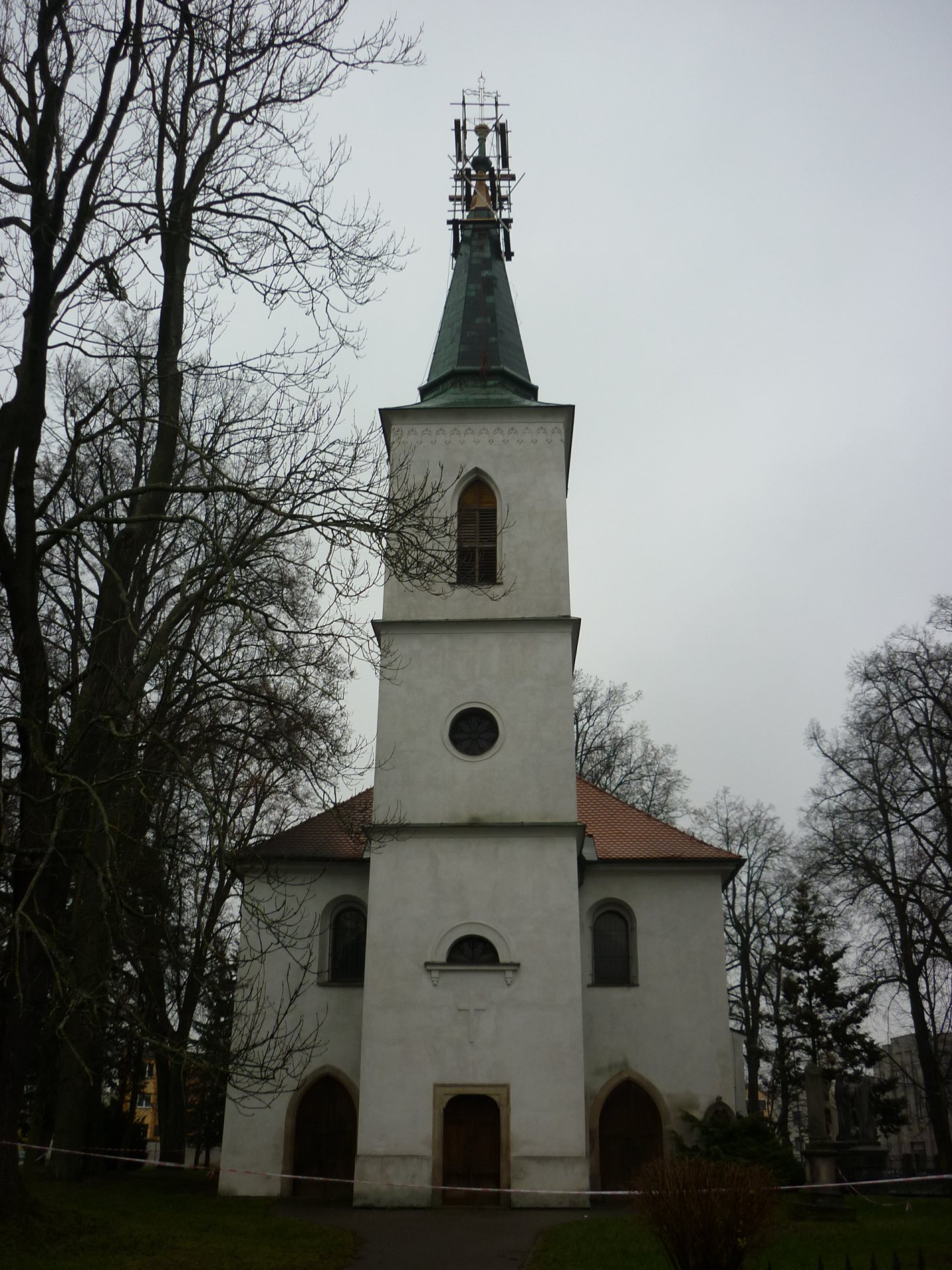
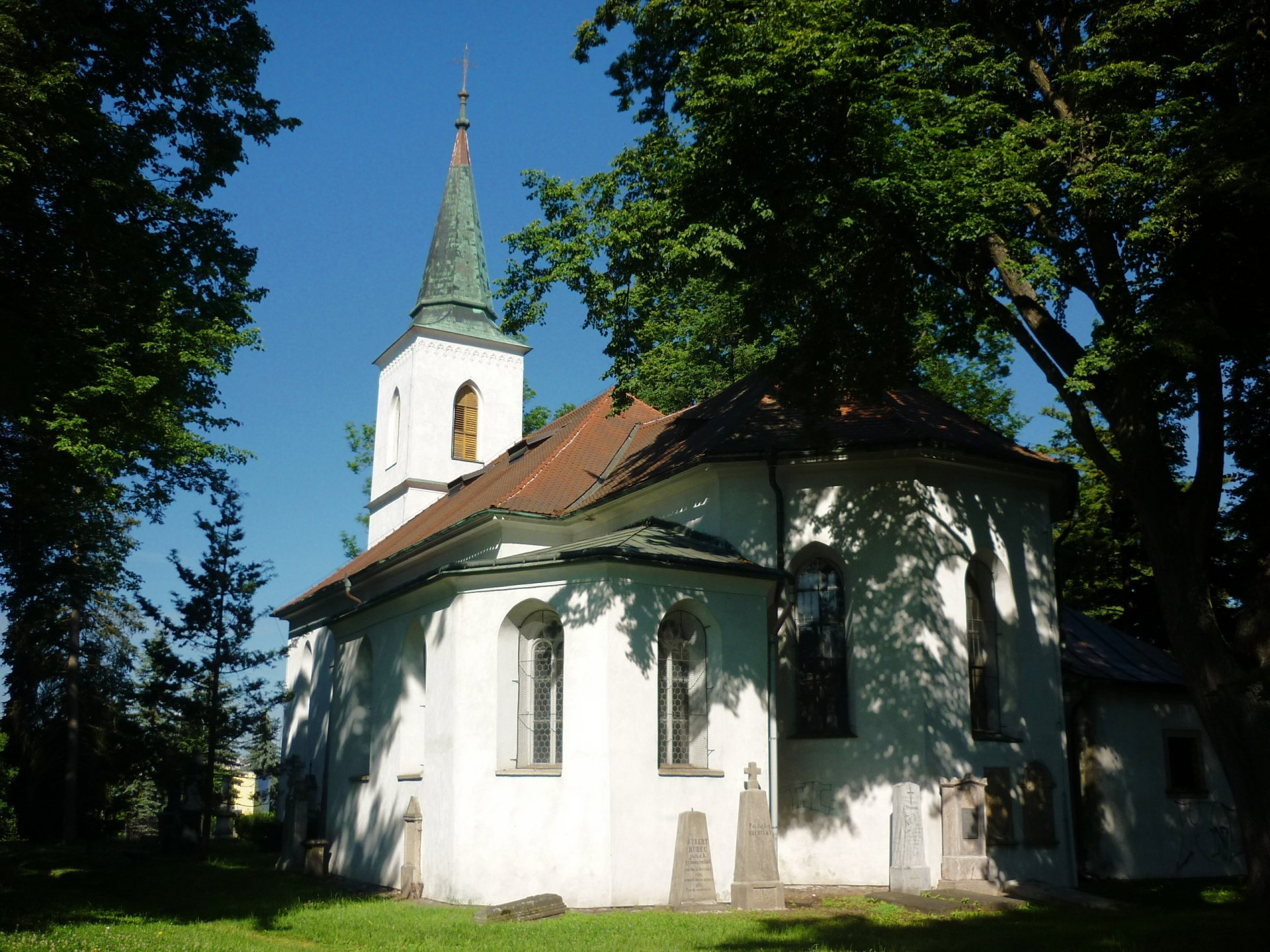
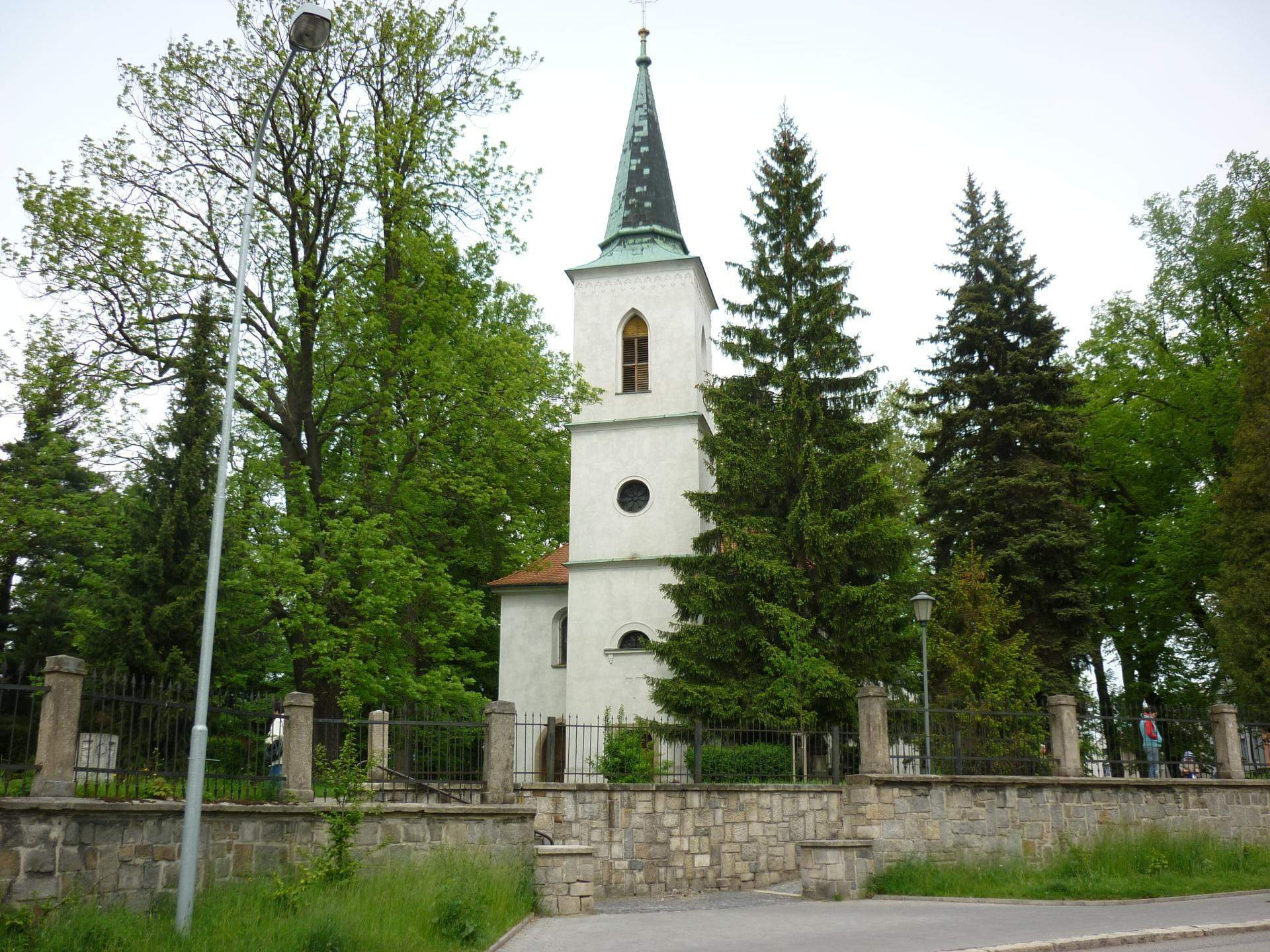
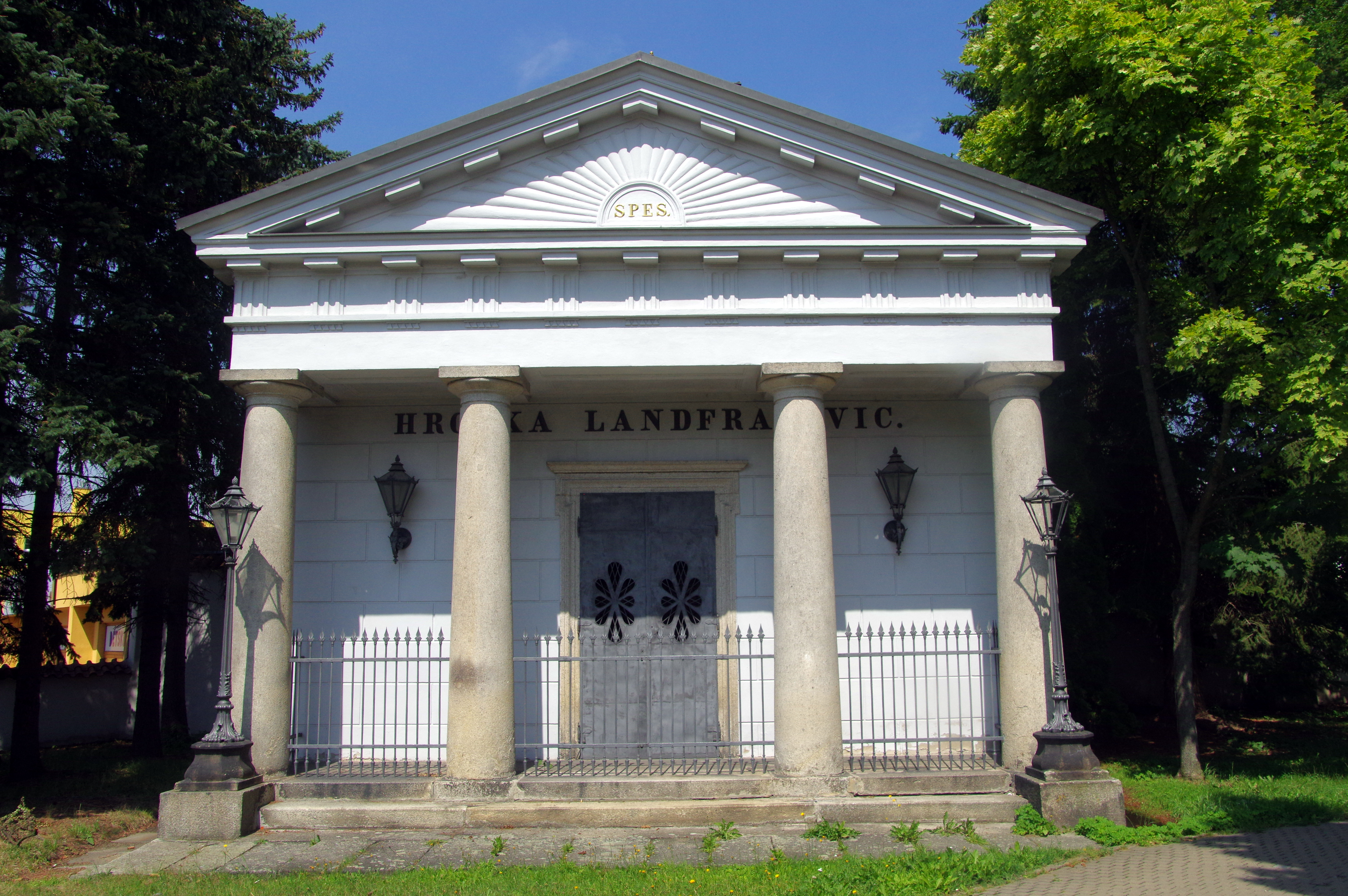
Hrobka rodiny Landfrasů nacházející se na hřbitově u kostela
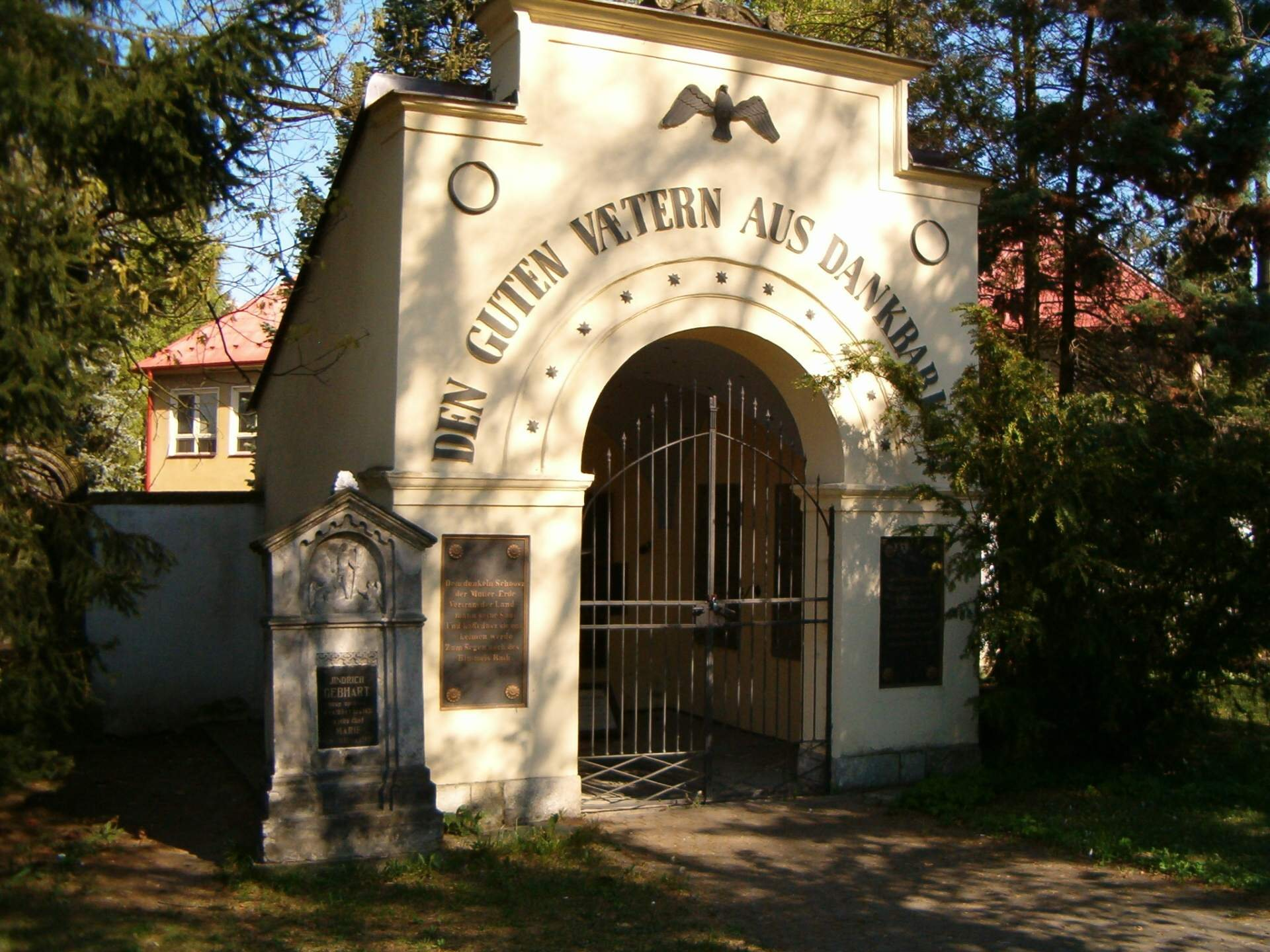